# Howell Lykes (navire)
Le Howell Lykes est un cargo construit en 1965 aux chantiers Avondale Industries de La Nouvelle-Orléans pour la Maritime Administration. 
Depuis avril 2003, il est retiré de la Flotte de réserve et est déplacé vers la Suisun Bay où il est désarmé.

## Histoire
Le Howell Lykes est un cargo construit en 1965 aux chantiers Avondale Industries de La Nouvelle-Orléans pour la Maritime Administration. Commandé sous le nom de Cape Borda, il est mis en service le 2 mai 1967 sous le nom d′Howell Lykes par la Lykes Bros SS Co. qui l'utilise à condition que le navire puisse être réquisitionné en cas de besoin.
Le 3 février 1957, il heurte le navire de croisière Izmir dans la baie d′Izmir.
Dans les années 1980, il est récupéré par la Maritime Administration et redevient le Cape Borda. Il est désarmé à Alameda mais est entretenu de sorte à pouvoir être utilisé si nécessaire. Le 28 avril 2003, il est retiré de la Flotte de réserve et est déplacé vers la Suisun Bay où il est désarmé.